# لويس ماريا أتينثا
لويس ماريا أتينثا هو اقتصادي وسياسي إسباني، ولد في 30 أغسطس 1957 في تريسباديرني في إسبانيا. نشط حزبياً في الحزب الاشتراكي العمالي الإسباني.